# Tercera ofensiva de Palmira
La Tercera ofensiva de Palmira fue una operación lanzada por el Ejército Árabe Sirio en marzo de 2016, con el objetivo de recapturar la ciudad de Palmira y su área del Estado Islámico, dada su importancia estratégica. Las ruinas de la antigua ciudad se encuentran en las cercanías de la ciudad.

## Desarrollo

### Batalla por las colinas
El 9 de marzo de 2016, Rusia lanzó ataques aéreos contra el área de Palmira, matando a 32 terroristas en las primeras 24 horas. Para el día 14, 80 bombardeos y 200 cohetes habían impactado en la urbe. El comando central del Ejército Árabe Sirio comunicó que, luego de liberar Palmira, su siguiente blanco sería Deir Ezzor.
Los primeros combates en tierra se produjeron hacia el 12 de marzo, cuando el ejército atacó el poblado de Al-Dawah, al oeste de Palmira, mientras que al día siguiente asaltaron la montaña Jabal Qassoun, en donde se yergue el Castillo de Palmira. El objetivo del bando gubernamental era rodear la ciudad por tres flancos. Anticipándose a la ofensiva, los terroristas de Daesh se atrincheraron en y alrededor de Palmira.
El 14 de marzo, el bando leal capturó las Colinas 850 y 853, ambas parte de la montaña Jabal Hayyan, al suroeste de Palmira. El emir de Daesh, Khalil Mohameed, fue muerto cuando un cohete cayó sobre su cuartel.
El 15 de marzo, tras capturar la Colina 900, el bando leal aseguró Jabal Hayyan, quedando posicionado a 4 km de Palmira desde el sur y oeste. Mientras tanto, aún continuaban los combates en Al-Dawah, y unidades del ejército intentaban avanzar hacia la base de la 550.ª Brigada. Asimismo, se reportó que un ataque aéreo ruso en la ruta entre Palmira y Al-Sukhnah dejó un saldo de 26 muertos.
El 17 de marzo, aprovechándose de una tormenta de arena, Daesh lanzó un contraataque sobre el Punto 939 y Jabal Hayyan, que fue repelido por el ejército. Ese mismo día, infantes de marina provenientes de Latakia y miembros de Hezbolá fueron enviados a reforzar el asalto gubernamental. El Estado Islámico también reforzó sus filas. Al día siguiente, las fuerzas progubernamentales se apoderó de la colina de Tal Mattar, cerca del castillo, tras lo cual se hicieron con la colina de Tal Areen.
Al tiempo que se sucedían los combates en tierra, en este punto Rusia estaba llevando a cabo entre 20 y 25 ataques aéreos por día sobre posiciones de Daesh. Un militante opositor oriundo de Palmira afirmó que, de mantener dicho ritmo, el bando leal podría hacerse con la ciudad en cuestión de días.
El Estado Islámico afirmó haber matado a seis soldados sirios, cinco rusos y varios milicianos chiíes. El grupo terrorista publicó un video en el que se apreciaba el cadáver de un hombre rubio, vestido de fajina e identificado como un consejero militar ruso. Los terroristas capturaron, entre otros elementos, un fusil AK-74M, un casco, un compás y un paquete de vendas con instrucciones en ruso.
El 20 de marzo, el ejército capturó dos colinas con vistas a la ruta entre Itriyah y Palmira, cortando una de las dos líneas de abastecimiento de Daesh. Al día siguiente, realizaron nuevos avances y asaltaron la colina Jabal Al-Tar. Al menos 26 infantes de marina sirios murieron en combate ese día, 17 a causa de un misil ruso que accidentalmente cayó sobre ellos, y otros 26 resultaron heridos. Mientras tanto, llegaron refuerzos iraníes y unidades de la Brigada Fatemiyoun, una milicia chií afgana.
El 21 de marzo, una columna de refuerzos de la FDN arribó al oeste de Palmira, elevando la cantidad de elementos progubernamentales hasta los 6000. Por la tarde, el ejército continuó con sus avances, siendo respaldado por más de 50 ataques aéreos, y capturó el Triángulo de Palmira. Posteriormente, se desactivaron 120 artefactos explosivos dejados allí por los terroristas.
Para el 23 de marzo, tras capturar la cadena montañosa de al-Hayal, las fuerzas leales estaban en las afueras de Palmira; a 1 o 2 km por el sur y a 5 km por el oeste, incluyendo las colinas que rodean a la urbe. Un soldado comentó a la televisión estatal que esperaban hacerse con la ciudad en cuestión de horas.

### Combates urbanos
Al día siguiente, el ejército se hallaba a solo 1 km de la ciudad, pero la tenaz resistencia de Daesh le impedía penetrar en la misma. Las fuerzas gubernamentales atacaron el estratégico Hotel Semiramis, en las afueras de la ciudad, y llegaron a posicionarse a 70 metros del mismo. Los combates también se extendieron al barrio suroccidental de al-Gharf. El Estado Islámico instó a los habitantes a huir de la ciudad mediante altoparlantes. El gobernador de Homs afirmó que la ciudad caería en menos de 48 horas. Hacia la tarde, el ejército capturó el Hotel Semiramis, el monte Muhtar, la rotonda de Al-Zera’a, el Valle de las Tumbas y el Palacio Mozeh, un lujoso complejo que Daesh utilizaba como cuartel y que había pertenecido anteriormente a la Casa de Thani (la familia real de Catar). Al atardecer, el ejército ingresó en las primeras casas de la parte suroeste de Palmira.
En la mañana del 25 de marzo, el bando leal tomó el control de Jabal Mazar y Jabal Mastouda'at, en el norte, y de SiriaTel, una colina cerca del castillo. Horas después, el propio castillo fue capturado, así como la base de la 550.ª Brigada. Asimismo, también penetraron las defensas de Daesh por el sur e ingresaron a la prisión local, luego de hacerse con buena parte de los huertos frutales y la base aérea. También se produjeron intensos combates en los sitios arqueológicos, en donde el avance de las fuerzas leales fue muy lento, debido a la ausencia de fuego de artillería por temor a dañar aún más las ruinas. Las fuerzas de Daesh comenzaron a retirar sus pertrechos de la ciudad y a dejar artefactos explosivos.

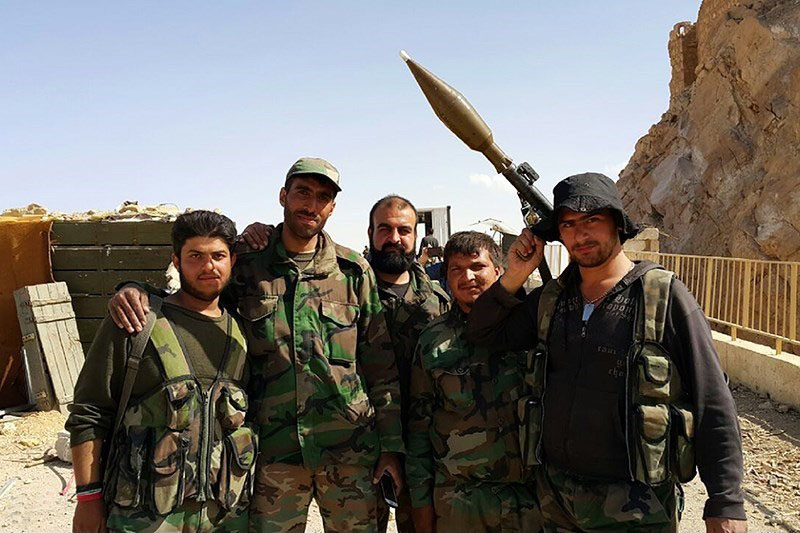
Soldados sirios tras la batalla.

El 26 de marzo, la televisión estatal informó sobre la captura de tres barrios por las fuerzas progubernamentales. El OSDH confirmó la captura de uno, pero declaró que los otros dos aún se estaban disputando, y que Daesh realizaba contraataques con coches bomba para repeler el avance leal. Más tarde, el OSDH confirmó la captura de los otros dos vecindarios y reportó que las fuerzas del gobierno se habían hecho con el 35% de Palmira, al tiempo que los terroristas se retiraban hacia el este, a Al-Sukhnah.
Finalmente, al amanecer del 27 de marzo, el ejército liberó la ciudad luego de que las últimas defensas de Daesh colapsaran. Pese a que buena parte de los terroristas habían huido, aún se producían combates esporádicos en el este de la ciudad entre las fuerzas leales y terroristas que se habían negado a retirarse, principalmente en la prisión y la base aérea. Horas después, ambas fueron capturadas, mientras que los 30 terroristas que aún permanecían allí optaron por luchar hasta la muerte.

## Consecuencias
Tras la recaptura de la ciudad, se envió un convoy militar ruso para colaborar en la remoción de minas antipersonales dejadas por los terroristas que se retiraban. Mientras tanto, se descubrió una fosa común que contenía los cadáveres de 24 civiles y 18 soldados. Se cree que unas 280 personas fueron asesinadas por Daesh durante su ocupación de Palmira.

## Reacciones

### Estados soberanos
- Egipto: El portavoz del Ministerio de Asuntos Exteriores declaró que el país africano «se ha dado cuenta del inminente peligro que amenaza el patrimonio cultura de la región en vista de los ataques del grupo Daesh en Irak y Siria».[32]

- EE. UU.: El portavoz del Departamento de Estado, Mark Toner, señaló: «Quiero decir, en términos generales, no es una gran elección, un ya sea/o—sino, lo que es peor, Daesh o el régimen... pensamos que Daesh es probablemente el mayor de los males en este caso».[33]

- Irán: El secretario del Consejo Superior de Seguridad Nacional de Irán, Ali Shamkhani, felicitó al país árabe por la victoria, añadiendo que las fuerzas armadas iraníes mantendrían su apoyo a Damasco en la guerra contras los grupos terroristas.[34]

- Rusia: El presidente ruso, Vladímir Putin, felicitó al presidente Bashar al-Assad por la recaptura de Palmira, y aseguró que Rusia continuaría respaldando al gobierno sirio en la lucha contra el terrorismo.[35]

- Siria — El presidente sirio, Bashar al-Assad, comentó a una delegación francesa en Damasco que «la liberación de la histórica ciudad de Tadmur hoy es un importante logro y una muestra de la eficacia de la estrategia adoptada por el ejército sirio y sus aliados en la guerra contra el terrorismo».[36]

### Organismos supranacionales
- ONU: El Secretario General de las Naciones Unidas, Ban Ki-moon, aclamó la liberación de Palmira.[37]
  - La UNESCO celebró la liberación de Palmira del Estado Islámico, al que acusó de llevar a cabo una campaña de limpieza cultural en la antigua ciudad. Según, Irina Bokova, directora de la UNESCO, la organización estaría lista —cuando— enviar una misión conjunta con las autoridades sirias para evaluar el daño y proteger el invaluable patrimonio que supone la ciudad.[38]